# والتون بريان ستيوارت
والتون بريان ستيوارت (بالإنجليزية: Walton Bryan Stewart)‏ هو سياسي أمريكي، ولد في 20 أبريل 1914. حزبياً، نشط في الحزب الديمقراطي. وقد انتخب عضو جمعية ولاية ويسكونسن.